# Капрарий (епископ Нарбона)
Капрарий (лат. Caprarius; V—VI века) — епископ Нарбона (упоминается в 506 году).

## Биография
Сведений о Капрарии сохранилось не очень много. Предыдущим главой Нарбонской митрополии, о котором упоминается в исторических источниках, был Гермес, взошедший на нарбонскую кафедру в 461 году. Неизвестны ни дата смерти Гермеса, ни то, был ли Капрарий его непосредственным преемником в епископском сане.
Единственное достоверное свидетельство о Капрарии — акты состоявшегося 11 сентября 506 года церковного собора в Агде. Этот синод был созван по инициативе вестготского короля-арианина Алариха II, стремившегося заручиться поддержкой епископов-ортодоксов в преддверии назревавшего военного конфликта с королём Франкского государства Хлодвигом I. Агдский собор стал первым церковным синодом в варварских государствах, состоявшимся при поддержке королевской власти. В соборе участвовали двадцать четыре епископа из подвластных вестготам областей Галлии и ещё десять иерархов были представлены своими легатами. Председательствовал на соборе архиепископ Арля святой Цезарий. Присутствовавшие на соборе христиане-никейцы были вынуждены лично изъявлять преданность королю-арианину, коленопреклонённо моля Бога о продлении жизни Алариха II и благополучии его правления. Участники собора приняли сорок восемь канонов, в основном, направленных на укрепление церковной дисциплины. Так как Капрарий не смог лично участвовать в работе Агдского собора, он послал на синод своего приближённого Анилия. Епископ Нарбона оправдывал своё отсутствие неотложными делами, из-за которых он не мог покинуть свою епархию. Однако предполагается, что действительными мотивами непосещения Капрарием собора в Агде было его нежелание признать примат главы Арльской митрополии над епархиями Южной Галлии. В то же время, два суффрагана Нарбонской митрополии — Софроний Агдский и Матерн Лодевский — лично присутствовали на заседаниях Агдского собора.

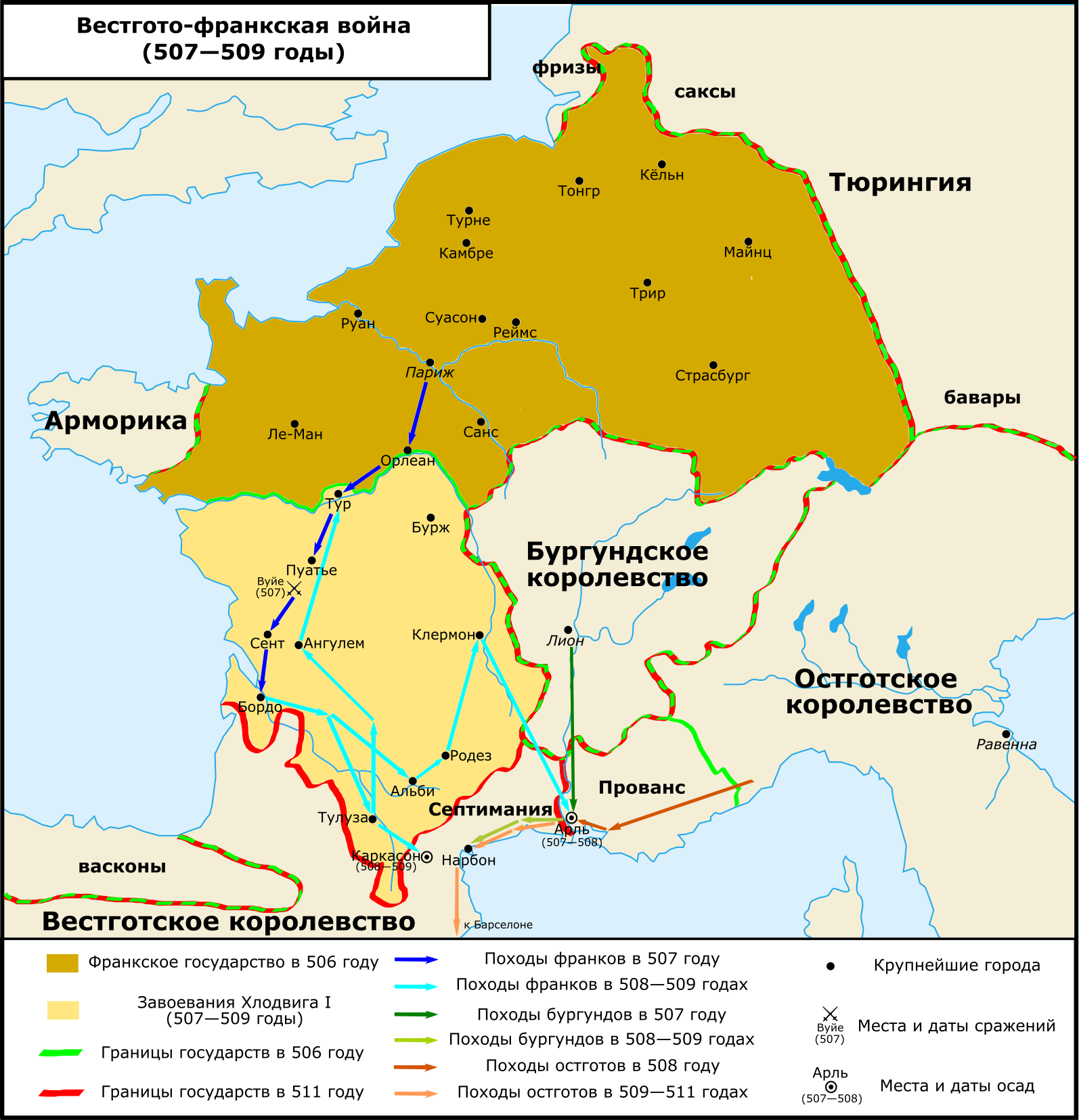
Вестгото-франкская война (507—509)

Вероятно, Капрарий был свидетелем событий, произошедших во время Вестгото-франкской войны 507—509 годов. В ходе этого вооружённого конфликта в битве при Вуйе погиб правитель вестготов Аларих II, после чего возглавляемые королём Хлодвигом I и его сыном Теодорихом франки захватили бо́льшую часть вестготских земель южнее реки Луары. Новым правителем Вестготского королевства был избран Гезалех. Это произошло в Нарбоне, ставшем временной столицей вестготов. Однако уже вскоре город был захвачен союзниками франков, бургундами короля Гундобада. Только в 509 году, благодаря помощи остгтов под командованием герцога Иббы, Нарбон был освобождён от захватчиков. При малолетнем короле Амаларихе, избранном на престол в 511 году вместо погибшего Гезалеха, реальным правителем Вестготского государства был король остготов Теодорих Великий. Сохранилась данная остготским монархом дарственная хартия Нарбонской епархии, в которой тот повелевал возвратить церкви некоторые земельные владения, отторгнутые у неё во время предыдущей смуты.
Включение земель Римской Галлии в состав Франкского государства привело к отторжению от Нарбонской митрополии сразу двух епархий, Тулузской и Юзесской. С того времени и до арабского завоевания в начале VIII века территория Нарбонской митрополии ограничивалась только землями Септимании.
Дата смерти Капрария не известна. Следующим упоминающимся в источниках главой Нарбонской митрополии был Аквилин, предположительно, владевший епископским престолом около 560 года.